# Гачек
Га́чек (чеш. háček «крючок» — от hák «крюк») — диакритический знак, проставляемый в латинице над некоторыми буквами для придания им нового звукового значения. 
Самые распространённые буквы с гачеком — č, ř, š, ž, используемые главным образом в алфавитах чешского и словацкого языков, а также в алфавитах языков бывшей Югославии (хорватский, сербский, боснийский, черногорский и словенский), однако встречающиеся и в неславянских алфавитах, например, латышском и литовском. 
Авторство знака принадлежит Яну Гусу, внедрившему его в 1410 году. Форма знака развилась из точки (ż). Позже, возможно, уже в 1412 году, гачек принял современный вид — ˇ (ž). Над некоторыми высокими буквами (строчные ť, ď, ľ и прописная Ľ) гачек в печатных шрифтах выглядит иначе — похоже на апостроф, хотя над прописными Ť и Ď изображается обычным образом.

## Славянские языки
Первоначально знак употреблялся только в чешской письменности. Позднее он стал также употребляться в словацкой письменности. В 1830 году Людевит Гай ввёл гачек в хорватскую письменность. С середины XIX века употребляется в словенской письменности. С начала XX века использование гачека закрепилось в белорусской письменности на латинской основе и Украинской латинице. Гачек также употребляется в лужицких языках.

## Балтийские языки
Гачек используется также в алфавитах современных балтийских языков: литовского и латышского.

## Финно-угорские языки
Среди алфавитов финно-угорских языков буквы с гачеком имеются в алфавитах саамских языков, например, северносаамском; вне саамских языков гачек используется также в эстонском языке — в буквах š и ž, которые используются только в заимствованных словах

## Транскрипция и транслитерация
Буквы с гачеком широко употребительны в лингвистических работах при транскрипции бесписьменных языков мира (например, коттского, маторского и др.), в том числе в записи реконструированных праформ — праславянских, праиндоевропейских, а также в латинской транслитерации иных письменностей, в том числе и славянской кириллицы. Однако в Международном фонетическом алфавите употребление этого знака ограничено (например, для шипящего, соответствующего кириллическому ш или чешскому š, используется символ ʃ).